# Gary Goetzman
Gary Goetzman (né le 6 novembre 1952 à Los Angeles en Californie), producteur américain de films et de séries télévisuelles.
Gary Goetzman est à la fois producteur de télévision et producteur de cinéma.

## Biographie
En 1984, il est producteur du film Stop Making Sense, sous la direction du réalisateur Jonathan Demme.
En 1991, Gary Goetzman fut le producteur exécutif du film Le Silence des Agneaux (The Silence of the Lambs)  sous la direction du réalisateur Jonathan Demme.
En 1993, il est de nouveau le producteur exécutif du film Philadelphia du réalisateur Jonathan Demme.
En 1996, il est cofondateur avec l'acteur Tom Hanks de la société de production américaine Playtone.
En 2002 il produit avec Tom Hanks et leur société Playtone le film Mariage à la grecque.
En 2003, Playtone produit le film Evan tout-puissant.
En 2007, Playtone sort La Guerre selon Charlie Wilson.
En 2008, Tom Hanks et Gary Goetzman rachètent les droits cinématographiques du roman de l'écrivaine américaine Jeanne Duprau, La Cité de l'ombre, et produisent le film.
En 2010, il a collaboré avec Tom Hanks et Steven Spielberg pour la chaîne de télévision HBO pour la mini-série L'Enfer du Pacifique (The Pacific).

## Filmographie
- 2020 : USS Greyhound : La Bataille de l'Atlantique (Greyhound) d'Aaron Schneider
- 2020 : La Mission (News of the World) de Paul Greengrass
- 2022 : A Man Called Otto de Marc Forster

## Récompenses
- Goetzman a remporté un Golden Globe en tant que coproducteur de la chaîne de télévision payante HBO pour la  mini-série John Adams.
- 2013 : Meilleur producteur pour une mini-série ou un téléfilm au Producers Guild of America Awards pour Game Change